# Drammen
Drammen är en stad och tätort som utgör centralort i Drammens kommun och i Buskerud fylke. Tätorten är kommungränsöverskridande och dess befolkning på 111 036 vid början av 2022 fördelas på Drammens kommun (83 206), Liers kommun (13 431), Øvre Eikers kommun (9 549), Askers kommun (4 311) samt Holmestrands kommun (539). Drammen är Norges sjunde mest folkrika kommun.
Drammen ligger vid Drammensälvens utlopp i Drammensfjorden, strax sydväst om Oslo. Staden består av tre delar: Bragernes (på älvens norra sida), Strømsø och Tangen (på älvens södra sida). Bragernes och Tangen (Kopervik) var redan för mycket länge sedan hamnplatser för utförsel av timmer.

## Historia
Drammensfjorden bildar en naturlig hamn och detta är sannolikt ett skäl till att platsen har varit bebodd sedan lång tid. De äldsta hällristningar vid Åskollen är cirka 7 000 år gamla. 

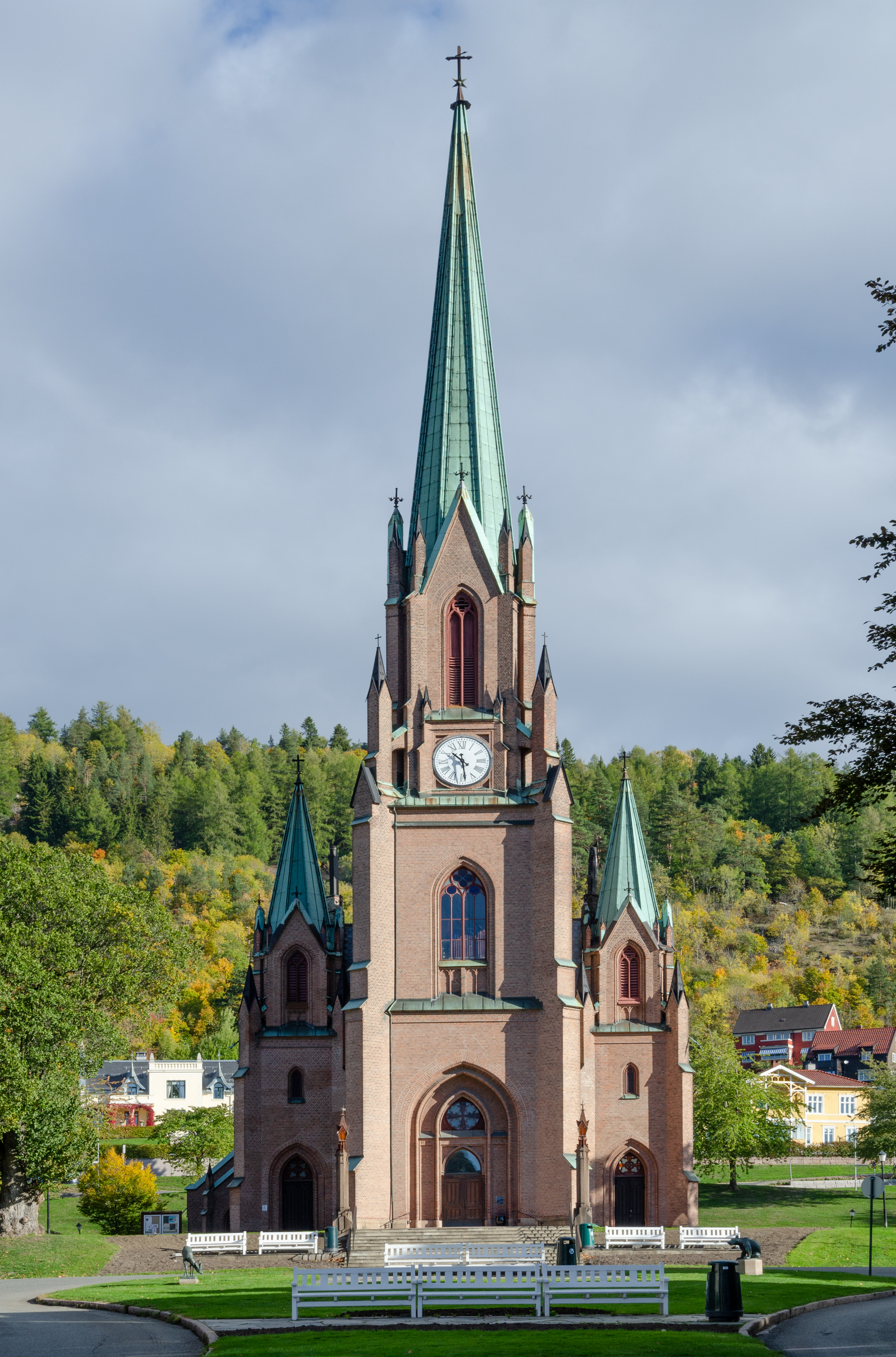
Bragernes kyrka.

1715 fick Bragernes (som förut hade hört till Kristiania (Oslo)) och Strømsø stadsprivilegier och de slogs samman till en enda stad 1811. 
Vid flera tillfällen har Drammen härjats av eldsvådor, bland annat i juli 1866, då största delen av Bragernes lades i aska. Efter denna eldsvåda återuppbyggdes Bragernes. 
Kring sekelskiftet 1900 var Drammen knutpunkten i ett vitt förgrenat nät av smalspåriga järnvägar, av vilka särskilt Randsfjordsbanan med dess sidobanor hade stor betydelse för Drammens näringsliv.  
Drammen är en järnvägsknut där Sørlandsbanan (Randsfjordsbanan), Drammenbanan och Vestfoldbanan knyts ihop på Drammens station. 
Staden har sedan länge varit en betydande exporthamn för virke, som ursprungligen flottades på den breda älven från Land, Hadeland, Valdres, Ringerike och Hallingdal och sågades eller hyvlades med energi från älvens forsar. Staden var en tid utförselhamn för ungefär en tredjedel av Norges trävaruexport. 
Från mitten av 1800-talet började ny industri att växa upp i Drammen, bland annat tegeltillverkning, järnproduktion, öltillverkning och textiltillverkning.
Drammen hade trådbusstrafik mellan 1909 och 1967.

## Nutid
Drammen är idag en trafikknutpunkt i Sydnorge och ett centrum i Drammenregionen. Här möts flera järnvägslinjer samt vägarna E18 och E134. Här finns också en stor importhamn.
De stora pappersindustrierna är numera nedlagda men en del firmor inriktade mot elektronik och IT har etablerat sig här. 
Varje år arrangeras tävlingar som en del i Världscupen i längdskidåkning i staden.

## Sevärdheter
I Drammen finns Bragernes torg med ett rådhus uppfört 1866 till 1871 efter ritningar av Niels Stockfleth Darre Eckhoff.
På samma torg finns kyrkan Bragernes kirke. Den invigdes 1871 sedan den gamla kyrkan (byggd 1708) brunnit ned i eldsvådan 1861. Den nuvarande kyrkan ritades av arkitekten Ernst Norgrenn i nygotisk stil. Altartavlan är målad av Adolph Tidemand och senare kopierad i många andra norska kyrkor.

## Sport
Fotbollslaget Strømsgodset IF spelar på Marienlyst Stadion. De spelar i Norges högsta serie Eliteserien säsongen 2021. Strømsgodset har två norska mästerskapstitlar i fotboll.Drammen har en av Norges främsta bandyklubbar. Drammen vann norska bandyfinalen med 4-0 över Ready säsongen 2024-25.

## Kända personer
- Niels Treschow (1751–1833), filosof och politiker
- Peter Nicolai Arbo (1831–1892), målare
- Hans Jæger (1854–1910), författare
- Johan Halvorsen (1864-1935), kompositör
- Erik Ole Bye (1883–1953), operasångare
- Thorstein Skarning (1887–1939), musiker
- Sigurd Christiansen (1891–1947), författare
- Thorleif Haug (1894–1934), längdskidåkare
- Knut Frydenlund (1927–1987), politiker
- Triztán Vindtorn (1942–2009), lyriker
- Johann Olav Koss (1968– ), skridskoåkare
- Cathrine Knudsen (1970– ), författare
- Broiler (aktiva 2011– ), DJ-duo
- Martin Ødegaard (1998–), fotbollsspelare
- Thorbjørn Jagland

## Galleri

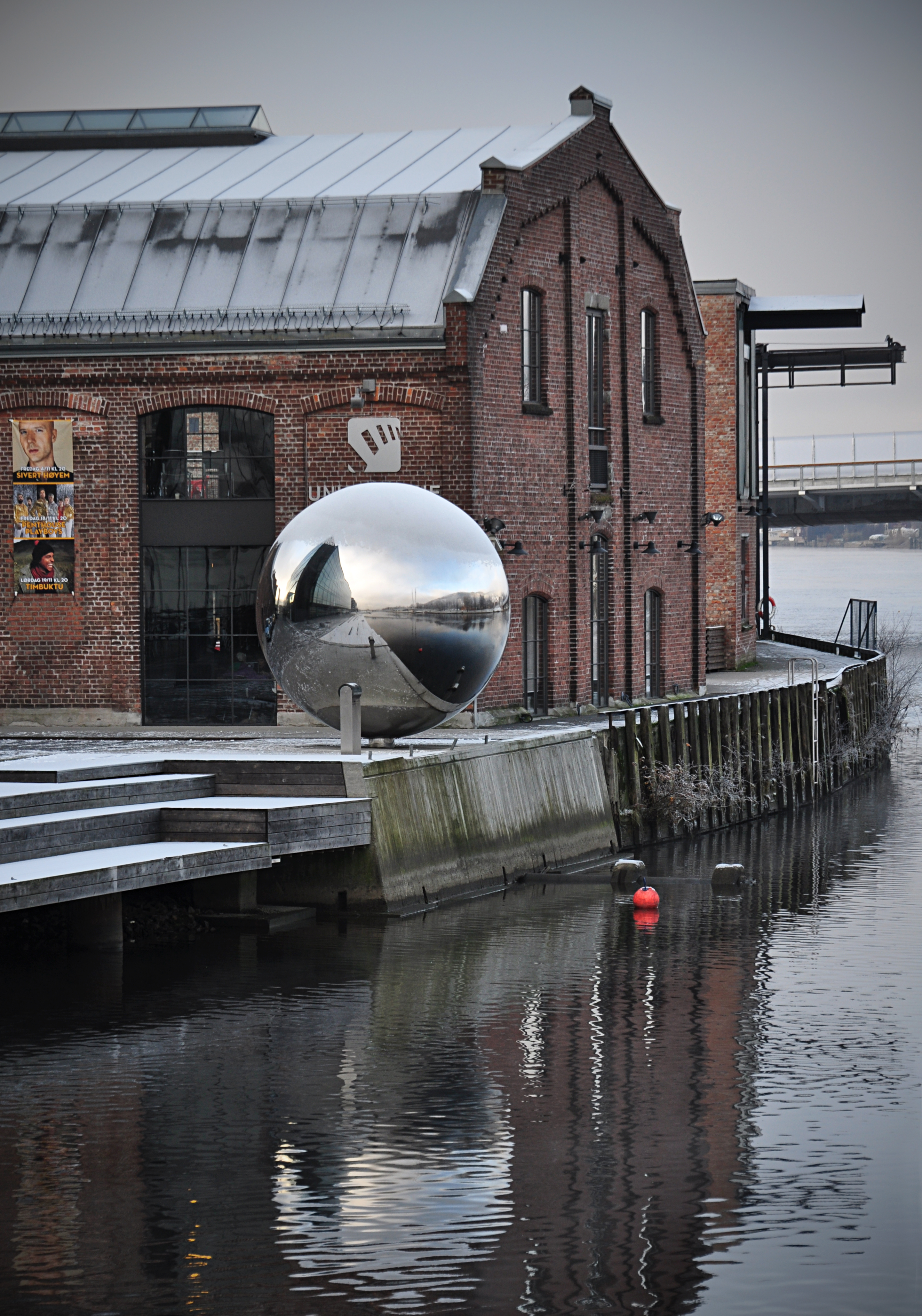
"Elveharpen" skulptur av Louise Bertelsen och Po Shu Wang 2008.
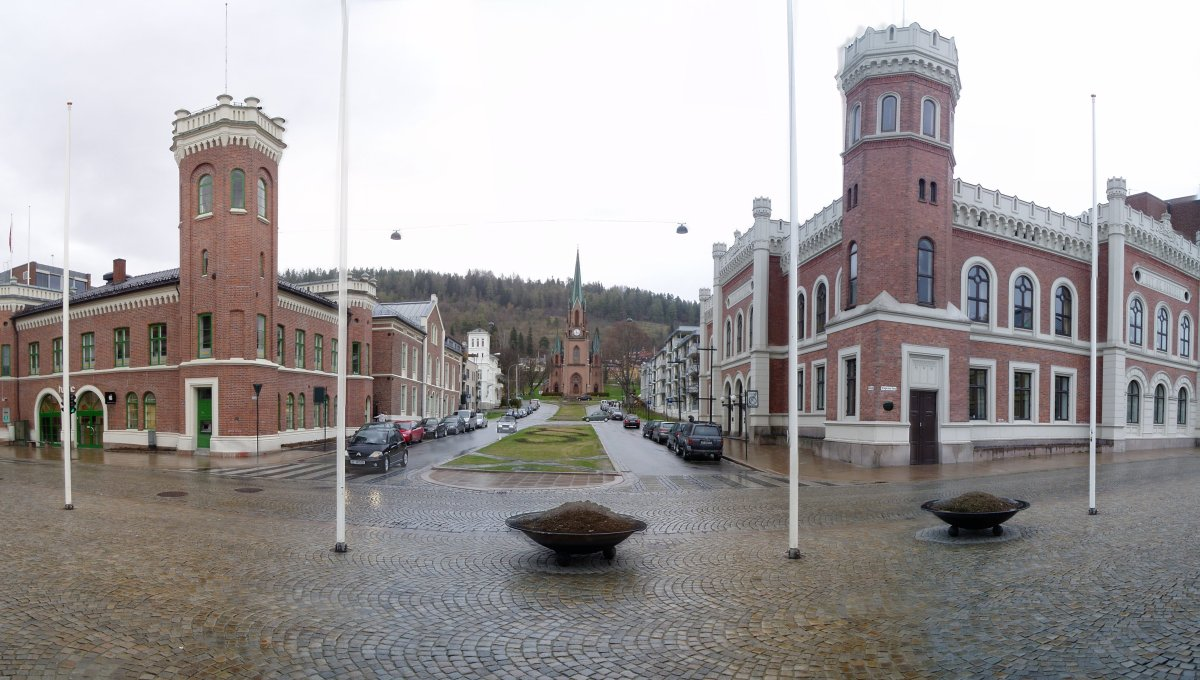
Bragernes torg med Bragernes kyrka i bakgrunden.
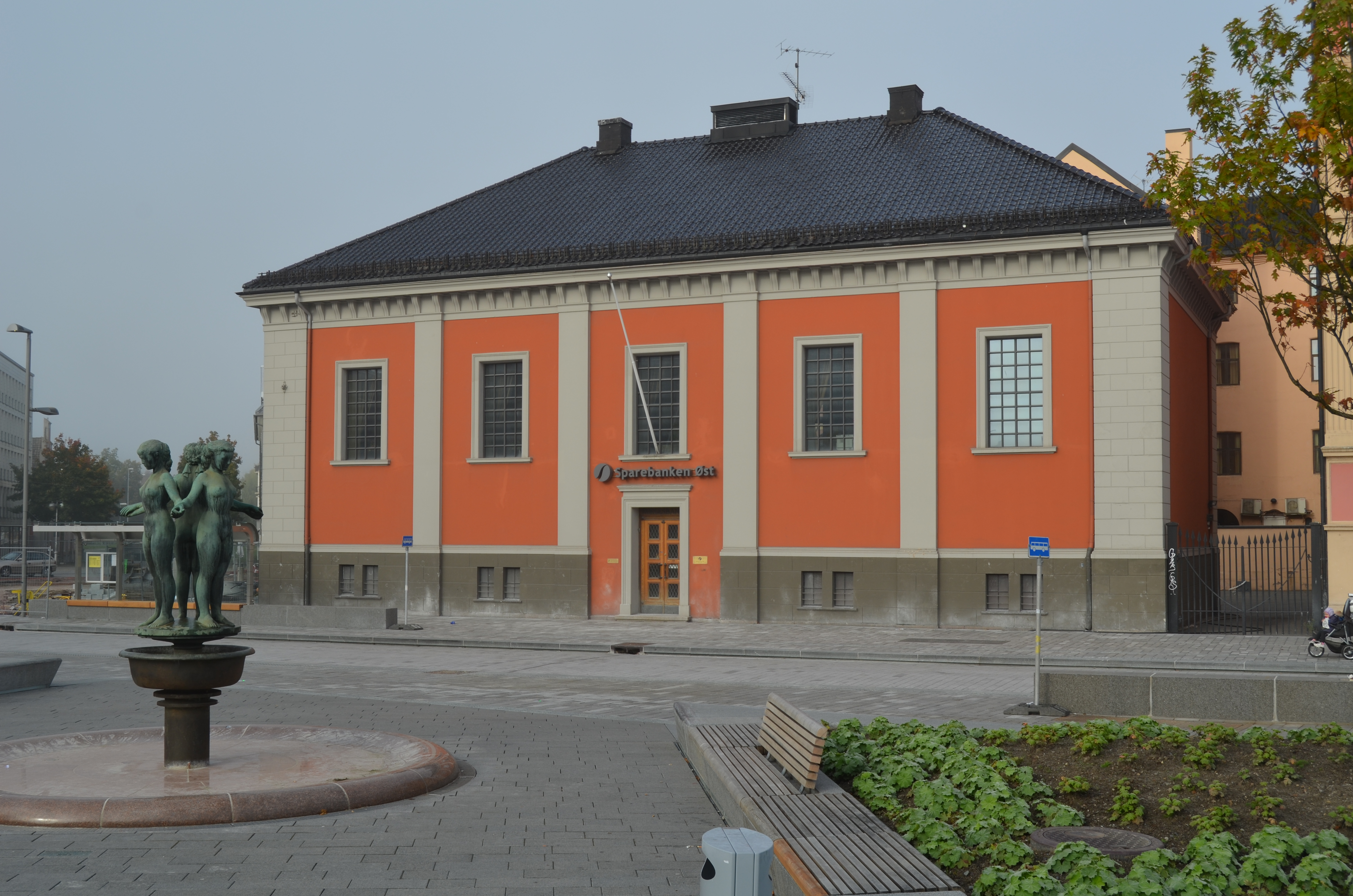
Strømsø torg med byggnaden som tidigare tillhörde Norges Bank.
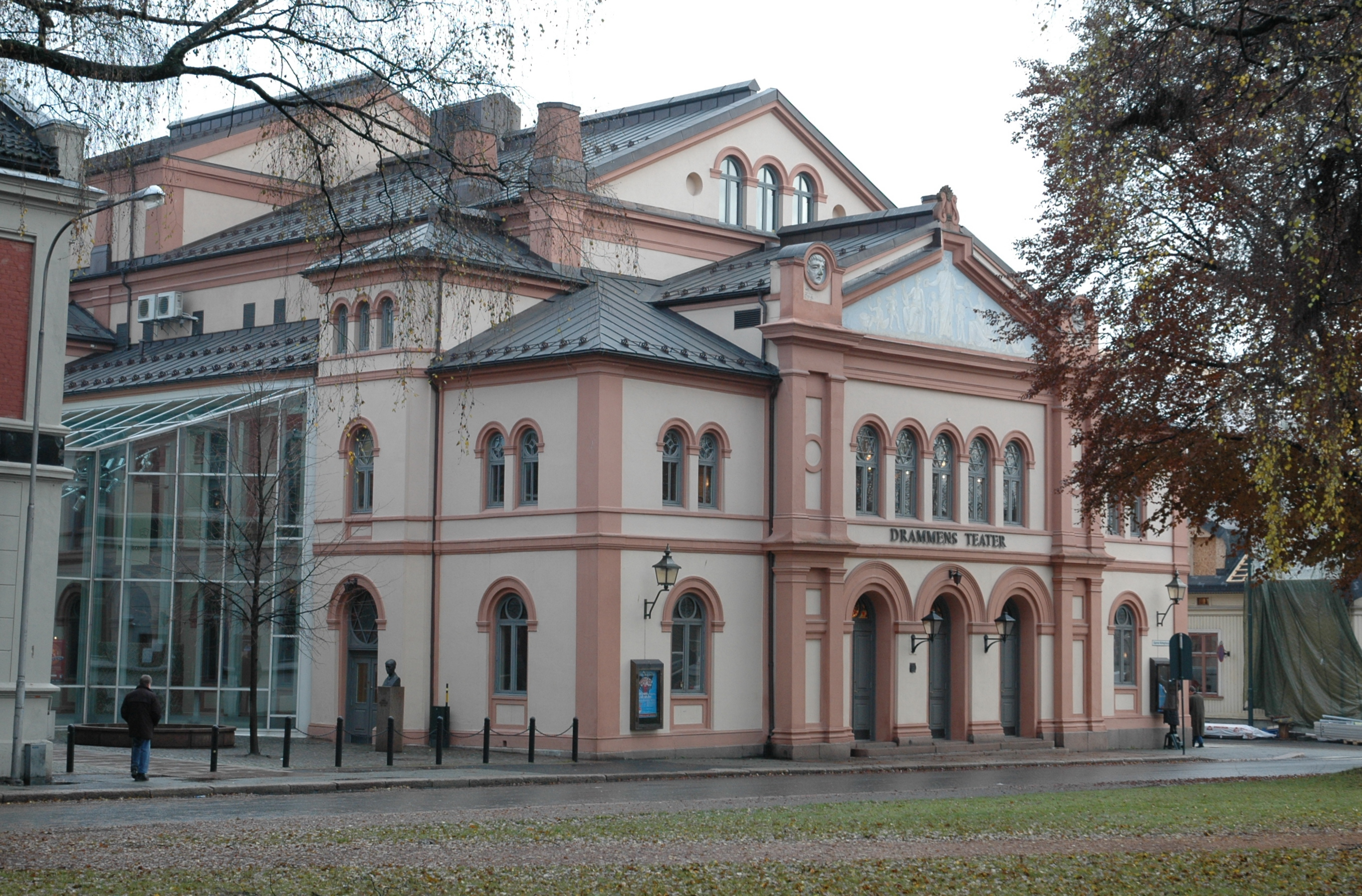
Drammens Teater, byggd 1869.
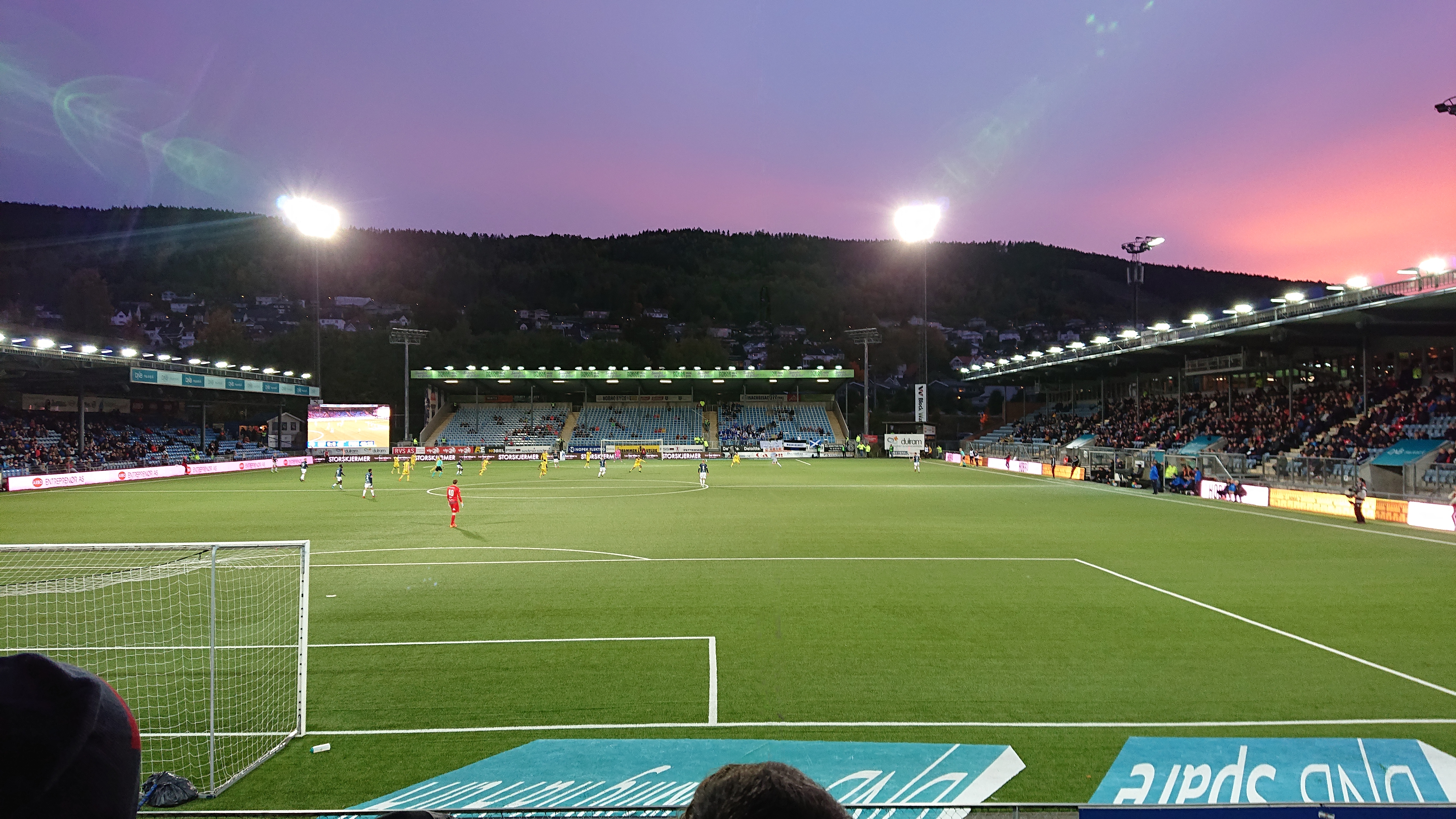
Marienlyst fotbollarean.